# Tetrabiblos

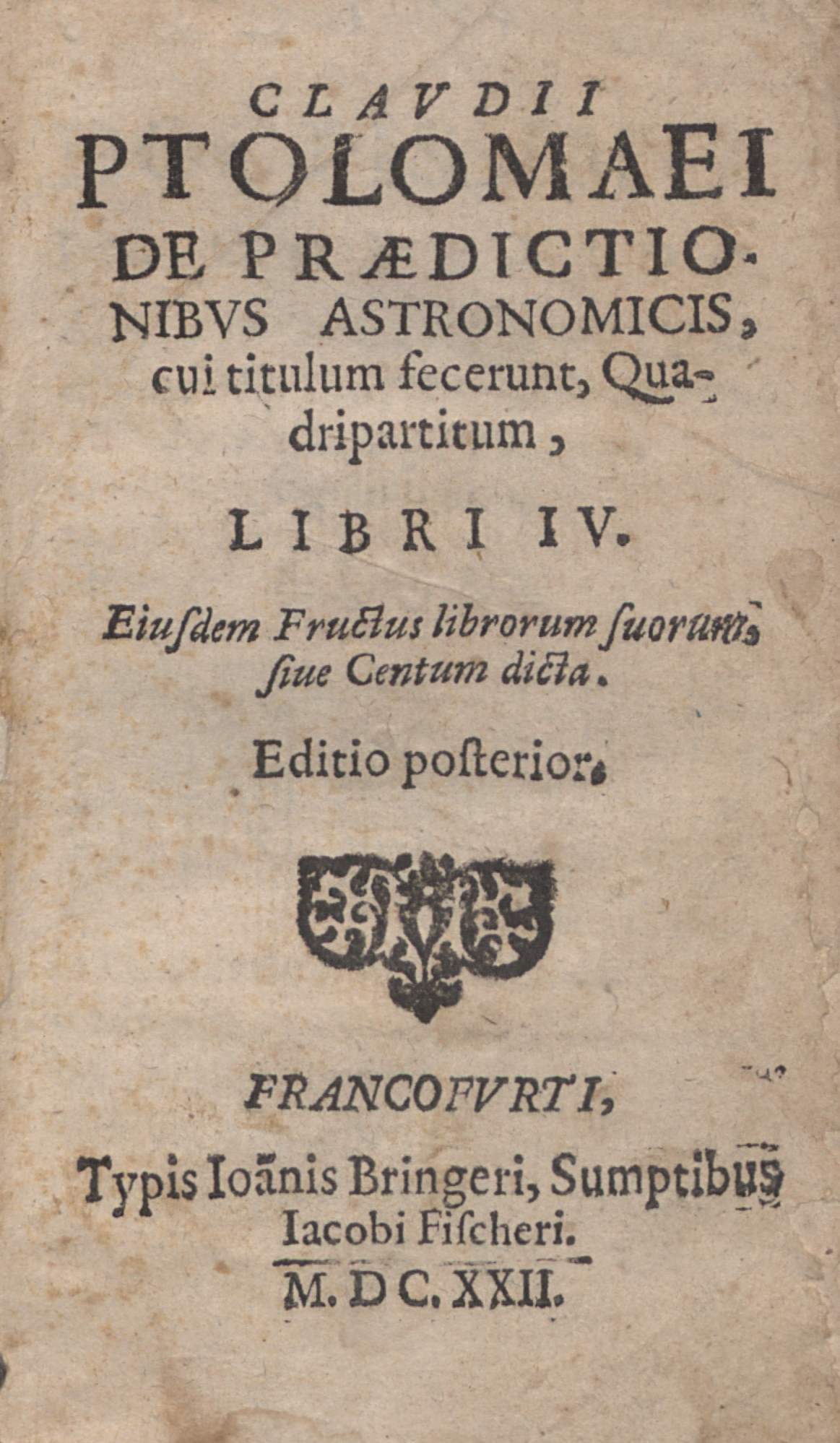
Quadripartitum, 1622

Tetrabiblos (Τετράβιβλος) (tiếng Việt: Bốn cuốn sách), cũng được biết đến trong tiếng Hy Lạp là Apotelesmatiká (Ἀποτελεσματικά) (tiếng Việt: Những hiệu ứng), cũng như trong tiếng Latin như là Quadripartitum (tiếng Việt: Bốn phần) là một tác phẩm thiên văn học và chiêm tinh học được viết vào thế kỷ 2 bởi nhà khoa học người Alexandria Claudius Ptolemy.
Tác phẩm Almagest của Ptolemy là một tác phẩm có căn cứ xác định về thiên văn học trong hơn 1000 năm và tác phẩm Tetrabiblos, phần tiếp theo của nó, có ảnh hưởng tương tự trong chiêm tinh học, môn học nghiên cứu về các hiệu ứng của các đường tròn thiên văn đối với các hiện tượng trên Trái Đất. Nhưng trong khi Almagestlà một tác phẩm thiên văn học đã bị thay thế bởi sự chấp nhận thuyết nhật tâm cho hệ Mặt Trời, Tetrabiblos vẫn duy trì như một tác phẩm lý thuyết quan trọng cho chiêm tinh học.
Bên cạnh việc vạch ra những kỹ thuật của rèn luyện chiêm tinh học, Tetrabiblos còn là một sự bảo vệ mang tính chất triết học của Ptolemy cho một chủ thể như là một môn học tự nhiên và lợi ích, tạo điền kiện bảo vệ sự kiên nhẫn lý thuyết hướng đến chiêm tinh học tại Tây Âu vào thời kỳ Trung Cổ. Điều này cho phép nghiên cứu của Ptolemy về chiêm tinh học được thêm vào chương trình giảng dạy của nhiều trường đại học trong thời kỳ Phục hưng, điều đó đã mang một tác động có liên quan cho nghiên cứu y khoa và các tác phẩm văn học.
Tầm quan trọng mang tính lịch sử Tetrabiblos được nhìn nhận bằng nhiều lời bình luận trong thời kỳ cổ đại, Trung Cổ và Phục hưng, những lời bình luận được xuất bản đi kèm với nó. Tetrabiblos đã được sao chép, bình luận, diễn tả, rút gọn và phiên dịch ra nhiều ngôn ngữ khác nhau. Phiên bản tiếng Hy Lạp mang tính bình luận gần đây nhất về tác phẩm này, bởi Wolfgang Hübner, được xuất bản tại Teubner vào năm 1998.

## Cái nhìn tổng quan và ảnh hưởng
Ptolemy, Anthologia Palatina, 9.577.
Ptolemy được xem xét như là "nhà chiêm tinh học nổi tiếng nhất của Hy Lạp" va là "một tác giả ủng hộ chiêm tinh học ở tầm quan trọng lớn nhất". Theo một nguồn tham khảo, Tetrabiblos được mô tả là "được hưởng hầu như quyền lực của một cuốn Kinh thánh trong số những người viết chiêm tinh học trong 1000 năm hoặc hơn thế". Được biên soạn tại Alexandria vào thế kỷ 2, tác phẩm đã nhận được nhiều bình luận ngay trong lần xuất bản đầu tiên. Nó được phiên dịch sang tiếng Ả Rập vào thế kỷ 9 và được mô tả là "nguồn tham khảo có ảnh hưởng lớn nhất của giới chiêm tinh học Hồi giáo trung cổ".
Với việc biên dịch tác phẩm ra tiếng Latin vào thế kỷ 12, "chiêm tinh học Ptolemy" đã được hợp nhất bởi Albert Cả và Thomas Aquinas trong các học thuyết Thiên Chúa giáo trung cổ.  Sự chấp nhận vè mặt lý thuyết này đã khuyến khích việc dạy chiêm tinh học Ptolemy trong các trường đại học, thỉnh thoảng môn học này còn được liên kết đến các môn học khác trong trường đại học. Đến lượt mình, việc đưa nó vào trường đại học đã tạo nên sự chú ý từ văn học, như trường hợp của Dante, người đã giúp định hinh đạo đức và hình mẫu vũ trụ và tôn giáo của Tây Âu trong thời kỳ Trung Cổ. Tetrabiblos có trách nhiệm trong việc tạo nên nền tảng của chiêm tinh học thời kỳ Phục hưng, và trở thành một cuốn sách giáo khoa cần thiết trong một vài trường đại học tốt nhất của thời kỳ Phục hưng và châu Âu đầu thời kỳ hiện đại.

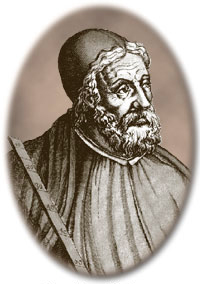
Khắc gỗ thế kỷ 16 mô tả Ptolemy, từ "Chân dung và cuộc sống thực sự của những người đàn ông lừng lẫy", Paris, 1584, f ° 87.

Chiêm tinh học Ptolemy tiếp tục được dạy trong các trường đại học của châu Âu vào thế kỷ 17.  Nhưng vào giữa thế kỷ này, môn học này phải đấu tranh để có thể duy trì như là một môn khoa học tự do được tôn trọng. Một bình luận trong thế kỷ 17 cho vấn đề này: "Không có nghệ thuật mê tín là trang bị tốt hơn cho các mục đích của quỷ dữ hơn là chiêm tinh học của Ptolemy".
Vị trí tri thức của chiêm tinh học đã sụp đổ nhanh chóng vào cuối thế kỷ 17, nhưng tác động lịch sử của Tetrabiblos vào nền văn hóa thế giới vẫn tiếp tục để hứa hẹn sự chú ý của các học giả của triết học cổ điển và lịch sử khoa học trong sự cổ xưa cổ điển. Nó cũng duy trì vị trí của mình như là một cuốn sách giáo khoa có ảnh hưởng cho những người thực tập của chiêm tinh học phương Tây hiện đại, và những bản dịch tiếng Anh của tác phẩm này đã được xuất bản bởi các nhà chiêm tinh học trong thế kỷ 18, thế kỷ 19 và thế kỷ 20. Nhà chiêm tinh học theo chủ nghĩa nhân văn đầu thế kỷ 20 Dane Rudhyar đã nói rằng chiêm tinh học của thời kỳ ông "bắt nguồn hầu hết trong tác phẩm của nhà chiêm tinh học người Alexandria, Claudius Ptolemy". Ngay cả những cuốn sách giáo khoa chiêm tinh học thế kỷ 21 mô tả Tetrabiblos là "không có một sự nghi ngờ, rất cần thiết cho bất kỳ học sinh nghiêm túc nào với chiêm tinh học".
Điều đáng chú ý kéo dài của tác phẩm này được gán cho nhiều nhân tố: Danh tiếng của Ptolemy như là một trong những nha triết học và nhà khoa học lớn nhất của thời kỳ cổ đại; tầm quan trọng chiêm tinh học của tác phẩm như là một trong những cuốn sổ tay hoàn thiện lâu đời nhất của môn nghiên cứu; và một trật tự và chất lượng chưa từng thấy của các giải thích chiêm tinh học của Ptolemy.
"Điểm nổi bật của chiêm tinh học Ptolemy" được mô tả là "được nhắc đến bởi tinh thần triết học và khoa học của thời đại của ông". Ptolemy viết tác phẩm vào hoàn cảnh khi "vật lý" được định nghĩa bởi triết học, và sự tính toán của ông đối với các hiệu ứng sao được biểu diễn trong quan điểm của bốn đặc tính của Aristotle (nóng, lạnh, ẩm và ướt) chống lại một lưu ý triết học về Musica universalis và thế giới vĩ mô và thế giới vi mô. Chủ đề của Ptolemy là nhằm giải thích thứ căn bản của chiêm tinh học về những khía cạnh như thế, vì vậy tác phẩm cũng đáng chú ý vì sự gạt bỏ của nó đối với thực hành chiêm tinh học mà không có nền tảng thiên văn học trực tiếp: "Đối với những điều vô nghĩa mà nhiều người lãng phí sức lao động của họ và thậm chí không có sự tính toán chính đáng nào có thể được cung cấp, chúng ta sẽ loại bỏ để phù hợp cho các nguyên nhân tự nhiên chính; chúng ta sẽ điều tra, không phải bằng các nhóm và số mà không có lời giải thích hợp lý nào có thể được đưa ra, mà chỉ thông qua khoa học về các khía cạnh của các ngôi sao đến những nơi mà chúng ta cảm thấy quen thuộc."
Cuốn sách mở đầu bằng một lời giải thích về khung triết học của chiêm tinh học nhằm trả lời cho những người bình luận, những người đặt ra nghi vấn về chủ để. Từ đó, Lynn Thorndike, trong History of Magic and Experimental Science, đã viết rằng: "Chỉ có những người phản đối chiêm tinh dường như vẫn phủ nhận Tetrabiblos, tiếp tục đưa ra những lời chỉ trích về nghệ thuật không áp dụng cho bài thuyết trình của Ptolemy về nó hoặc về thứ đã được ông trả lời cụ thể".
Ptolemy không chịu trách nhiệm cho nguồn gốc những kỹ thuật chiêm tinh học ông giới thiệu trong Tetrabiblos. Đóng góp của ông là sắp xếp những điều đó một cách có hệ thống, để chứng minh rằng chiêm tinh học dựa trên các nguyên tắc logic, phân cấp.   Ảnh hưởng chiêm tinh học thường xuyên được nhắc đến cho những hiệu ứng thời tiết của những dòng chuyển dịch, thứ được cho là kết quả từ các đường tròn vũ trụ mang đến những thay đổi tương quan trong các hiện tượng nóng, lạnh, ẩm và ướt của khí quyển.
Tầm quan trọng và sự ảnh hưởng của tác phẩm được làm chứng bởi nhiều bình luận cổ đại, trung cổ và Phục hưng được xuất bản nói về nó. cũng như nhiều bản dịch và nhiều bản chỉnh sửa có giải thích nhằm giới thiệu lại nội dung của tác phẩm theo cách gần gũi hơn.  Tác phẩm này đã được dịch sang tiếng Ả Rập, tiếng Latin và nhiều ngôn ngữ hiện đại. Bản dịch đầu tiên bằng tiếng Anh đã không xuất hiện cho đến thế kỷ 18, nhưng vào cuối thế ky 19 nhà chiêm tinh học người Mỹ Luke Broughton đã nói rằng ông có ít nhất một nửa của một tá các bản dịch tiếng Anh khác nhau.

### Bản viết lại bằng tiếng Anh củaTetrabiblosvà các tác phẩm có liên quan
- Henry Coley, Centiloquium from Clavis Eliminata (1676); London: Josuah Coniers. Skyscript; retrieved ngày 26 tháng 11 năm 2011.
- J. M. Ashmand's translation of Paraphrase (1822); London:  Davis and Dickson.  Sacred Texts Archive; retrieved ngày 16 tháng 11 năm 2011.
- James Wilson's translation Paraphrase (1828); London: William Hughes.  Google Books; retrieved ngày 16 tháng 11 năm 2011.
- Frank E. Robbins' translation of Tetrabiblos (1940);  Cambridge, Mass.: Harvard University Press; London: W. Heinemann. LacusCurtius; retrieved ngày 16 tháng 11 năm 2011.
- Frank E. Robbins' translation of Tetrabiblos bound with W. G. Waddell's translation of Manetho's History of Egypt (1940). Cambridge, Mass.: Harvard University Press; London: W. Heinemann. Internet Archive, retrieved ngày 16 tháng 11 năm 2011.

### Bản viết lại bằng tiếng Hy Lạp và tiếng Latin củaTetrabiblosvà các tác phẩm có liên quan
- Erhard Ratdolt, Venice, 1484. First printed Latin edition of Tetrabiblos based on Egidio Tebaldi's 13th-century Latin translation out of Arabic. Also includes the Centiloquium and Commentary by Haly Abenragel (Albohazen).  Biblioteca Virtual del Patrimonio Bibliografico; retrieved ngày 10 tháng 11 năm 2011.
- Bonetum Locatellum, Venice, 1493. Compemdium of Latin texts including the Tetrabiblos, Centiloquium, and Ali ibn Ridwan's Commentary.  Gallica Bibliothèque nationale de France; retrieved ngày 20 tháng 11 năm 2011.
- Heirs of Octavius Scoti, Venice, 1519 Lưu trữ ngày 19 tháng 2 năm 2019 tại Wayback Machine. Compendium of Latin texts including the Tetrabiblos and Centiloquium.  Universidad de Sevilla; retrieved ngày 20 tháng 11 năm 2011.
- Johannes Hervagius, Basel, 1533. Latin edition based on Plato de Tivoli's translation. Warburg Institute; retrieved ngày 19 tháng 11 năm 2011.
- Heinrich Petri, Basel, 1541. Latin edition containing Ptolemy's Almagest, Tetrabiblos, and the Centiloquium. Biblioteca Virtual del Patrimonio Bibliografico; retrieved ngày 19 tháng 11 năm 2011.
- Heinrich Petri, Basel, 1591. Latin reproduction of Hieronymous Wolf's translation the 'anonymous' Commentary attributed to Proclus. Biblioteca Virtual del Patrimonio Bibliografico; retrieved ngày 19 tháng 11 năm 2011.
- Leo Allatius, Lugd. Batavorum, 1635. Greek and Latin translation of the 'anonymous' Proclus Paraphrase (Procli Diadochi Paraphrasis) based on manuscripts housed in the Vatican Library (oldest dates to 10th century: Codex Vaticanus Graecus 1453). Warburg Institute; retrieved ngày 19 tháng 11 năm 2011.
- Emily Boer, Leipzig, 1961. Greek language edition of the Centiloquium published by Teubner. Open Library; retrieved ngày 26 tháng 11 năm 2011.

### Các tác phẩm chiêm tinh học bằng tiếng Hy Lạp và tiếng Latin với chú thích chắc chắn choTetrabiblosvà các bình luận
- Jerome Cardan, Lyon, 1578 Lưu trữ ngày 9 tháng 2 năm 2019 tại Wayback Machine. Cl. Ptolemæi, de Astrorum Iudiciis (Latin). Herzog August Bibliothek Wolfenbuttel; retrieved ngày 19 tháng 11 năm 2011.
- Francisco Junctinus, Basel, 1583. Speculum astrologiae (Latin). Universad de Sevilla; retrieved ngày 19 tháng 11 năm 2011.